# Primadonna (canción de Ala Pugachova)
"Primadonna" (del ruso: Примадонна) es el nombre de la canción interpretada por la cantante rusa Ala Pugachova, con la que representó a su país en Eurovisión 1997, dirigida por Rutger Gunnarsson.

## Contenido
La canción interpretada por Ala Pugachova  trata de una cantante de ópera  (Prima donna), que fue una mujer muy cercana a ella y que tuvo una vida realmente complicada, pero finalmente cumplió sus sueños de ser cantante y está feliz mientras se dirige al escenario, aunque su alma herida la hace sentir como si todo fuera sólo una ilusión. 

## Eurovisión
La canción rusa apareció en el orden número 20 de 25 países participantes del festival de Eurovisión. Además, recibió un total de 33 puntos, lo que la llevó a posicionarse en el puesto número 15. La canción triunfadora fue Love Shine a Light, del Reino Unido, interpretada por Katrina & The Waves.

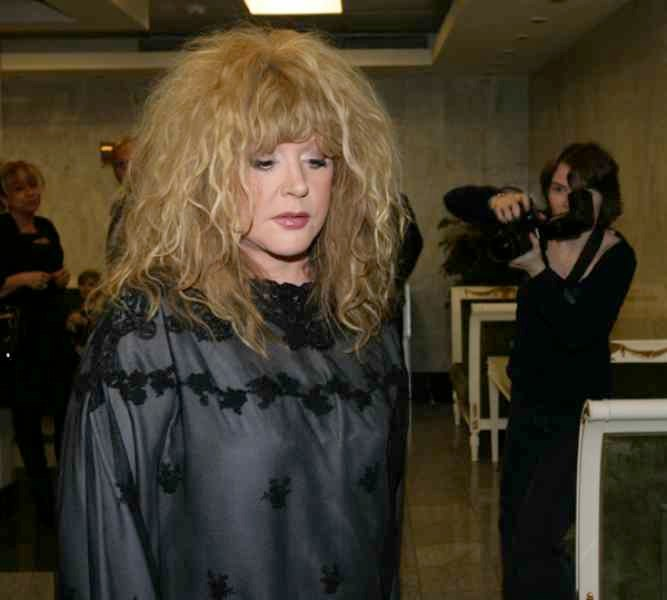
Ala Pugachova, autora de la canción e intérprete.